# Wilhelm Bonn

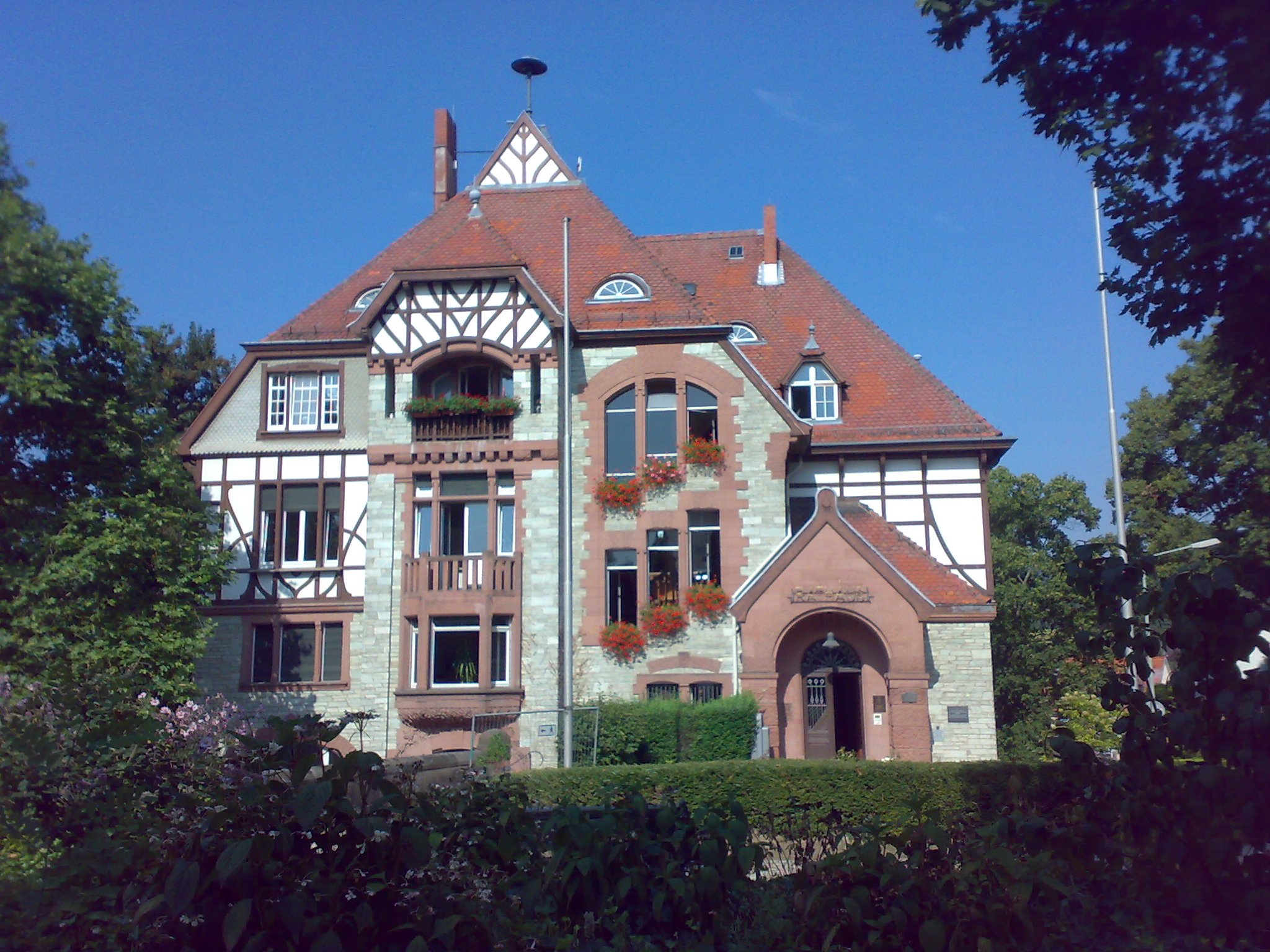
Villa Bonn, Kronberg

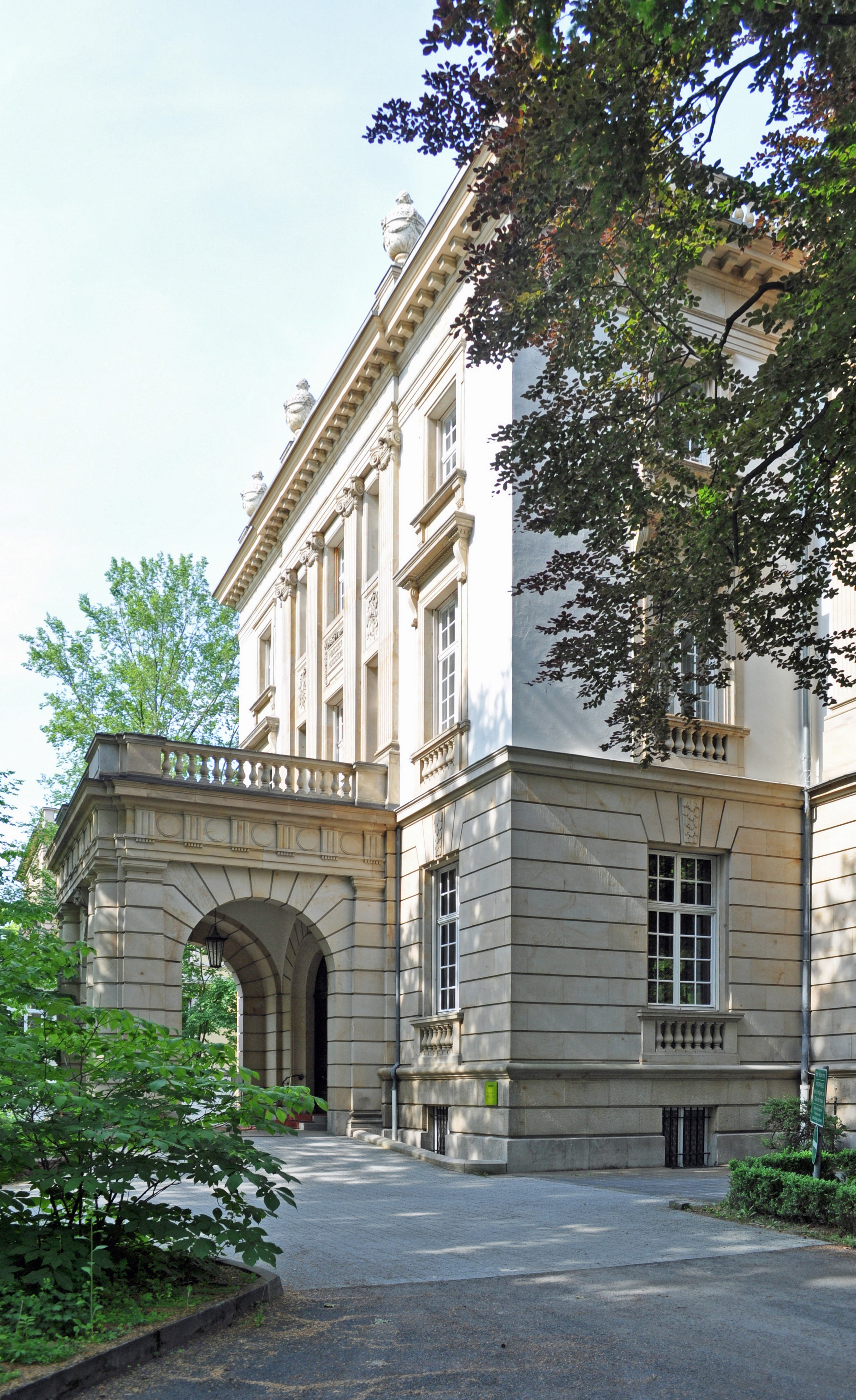
Villa Bonn, Frankfurt

Wilhelm Bernhard Bonn (* 16. März 1843 in Frankfurt am Main; † 21. Oktober 1910 in Kronberg im Taunus) war ein Frankfurter Bankier und Mäzen.

## Karriere als Bankier
Wilhelm Bonn war das sechste Kind des jüdischen Bankiers Baruch Bonn (1810–1878) und dessen Frau Elizabeth 'Betty' Charlotte geborene Schuster. Er besuchte die Realschule Philanthropin und machte eine Bankausbildung im Bankhaus Lazard Speyer-Ellissen. Auch aufgrund seiner guten Kenntnisse der englischen Sprache wurde er 1863 zur Schwestergesellschaft Speyer & Co nach New York versetzt. Das dortige Hauptgeschäft, die Finanzierung von Eisenbahnprojekten, wickelte er so erfolgreich ab, dass er 1866 Geschäftsführer dieser Bank wurde und bis zu seiner Rückkehr nach Deutschland im Jahre 1885 blieb.
Er gründete in dieser Zeit die Bank Ruette & Bonn. Sein Bruder Leopold Bernhard Wilhelm Bonn leitete die Londoner Niederlassung dieser Bank. Das väterliche Bankhaus Benedikt Baruch Maximillian Bonn wurde von zwei anderen Brüdern geleitet und ging 1920 in der Pfälzischen Bank auf.
Nach seiner Rückkehr nach Deutschland wurde Wilhelm Bonn Teilhaber des Bankhauses Lazard Speyer-Ellissen. Die Bank, die ihren Hauptsitz an der Ecke Taunusanlage/Mainzer Landstraße hatte, war eine der größten in Frankfurt. Das Bankhaus geriet im Zuge der Weltwirtschaftskrise in Schwierigkeiten und wurde nach der Machtergreifung der Nationalsozialisten 1934 liquidiert.

## Familie
Wilhelm Bonns erste Frau starb in New York. Aus dieser Ehe ging der Sohn Maximilian Bonn hervor, der in das Bankhaus Ruette & Bonn in London einstieg. Er erwarb sich hohes Ansehen und wurde als Knight Bachelor geadelt. Neben Maximilian hatte Wilhelm Bonn zwei weitere Kinder (Richard und Emma Betty Charlotte). Emma Bonn wurde Schriftstellerin und lebte in Feldafing, bevor sie 1942 von den Nationalsozialisten in das KZ Theresienstadt gebracht und dort ermordet wurde.
In zweiter Ehe war er mit Amelie Schuster, geb. Ettlinger, verheiratet. Das Grab der Eheleute Bonn befindet sich auf dem Alten jüdischen Friedhof an der Rat-Beil-Straße in Frankfurt.
Der Nationalökonom Moritz Julius Bonn war sein Neffe.

## Mäzenatentum
Wilhelm Bonn gehörte aufgrund seiner Gewinne aus Amerika zu den 300 Millionären in Frankfurt. Mehr als zwei Dutzend Institutionen wurden von ihm als Mäzen bedacht. Er war „ewiges Mitglied“ der Senckenberg Gesellschaft für Naturforschung und des Physikalischen Vereins, dessen Vorstand er auch angehörte.
Das Freie Deutsche Hochstift, die Johann-Wolfgang-Goethe-Universität Frankfurt am Main, die Goldschmidtsche Stipendienstiftung und Dr. Christs Kinderhospital konnten erhebliche Spenden verbuchen.
Die Stadt Kronberg ernannte ihn zum Ehrenbürger.

## Bauten
Das repräsentative Haus von Wilhelm Bonn in Frankfurt, die Villa Bonn, steht heute unter Denkmalschutz und wird von der Frankfurter Gesellschaft für Handel, Industrie und Wissenschaft genutzt. Der Sommersitz der Familie Bonn in Kronberg ist heute das Rathaus der Stadt.